# Мірча Ірімеску
Мірча Ірімеску (рум. Mircea Irimescu, нар. 13 травня 1959, Крайова) — румунський футболіст, що грав на позиції півзахисника.
Виступав, зокрема, за клуб «КС Університатя», а також національну збірну Румунії.
Дворазовий чемпіон Румунії. Чотириразовий володар Кубка Румунії.

## Клубна кар'єра
У дорослому футболі дебютував 1976 року виступами за команду «КС Університатя», в якій провів чотирнадцять сезонів, взявши участь у 318 матчах чемпіонату. Більшість часу, проведеного у складі крайовського «КС Університатя», був основним гравцем команди.
Протягом 1990—1991 років захищав кольори клубу «Екстенсив» (Крайова).
Завершив ігрову кар'єру у команді «Зіген», за яку виступав протягом 1991—1992 років.

## Виступи за збірну
У 1983 році дебютував в офіційних матчах у складі національної збірної Румунії.
У складі збірної був учасником чемпіонату Європи 1984 року у Франції.
Загалом протягом кар'єри в національній команді, яка тривала 3 роки, провів у її формі 9 матчів, забивши 2 голи.

## Титули і досягнення
- Чемпіон Румунії (2):

«Університатя» (Крайова): 1979-1980, 1980-1981
- Володар Кубка Румунії (4):

«Університатя» (Крайова): 1976-1977, 1977-1978, 1980-1981, 1982-1983